# Dawid Krupa
Dawid Krupa (* 12. Juni 1980 in Rzeszów) ist ein ehemaliger polnischer Radrennfahrer.
Dawid Krupa begann seine Karriere 2001 bei dem polnischen Radsportteam CCC Mat. Nach zwei Jahren wechselte er zu Legia. 2004 nahm er an den Olympischen Sommerspielen in Athen teil. Beim Zeitfahren belegte er den 30. Rang und im Straßenrennen wurde er 75. und somit Letzter. Ab 2005 fuhr Krupa für das polnische Continental Team MBK Cycles-Scout. In seiner zweiten Saison dort konnte er eine Etappe der Griechenland-Rundfahrt für sich entscheiden, im Jahr darauf gewann er eine Etappe der Malopolska-Rundfahrt. Ende 2007 beendete er seine Radsport-Laufbahn.

## Erfolge
2006
- eine Etappe Griechenland-Rundfahrt

2007
- eine Etappe Malopolska-Rundfahrt

## Teams
- 2001 CCC Mat
- 2002 CCC-Polsat
- 2003 Legia
- 2004 Legia Bazyliszek-Sopro
- 2005 Mesetacaffe-MBK-Scout
- 2006 MBK-Cycles-Scout
- 2007 Dynatek